# Магерка

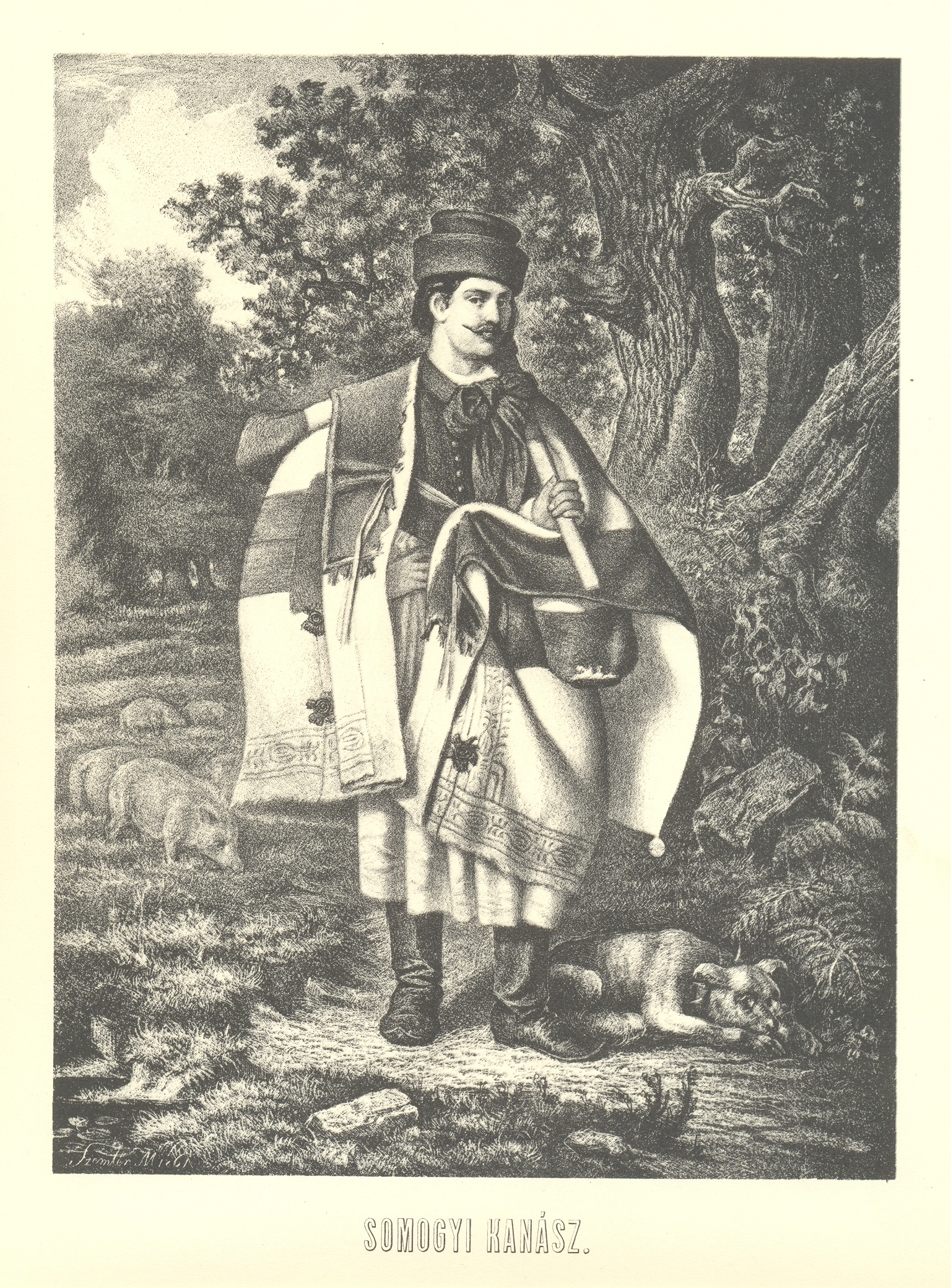
Свинопас с овчаркой из Шомодя, Венгрия.

Маге́рка (пол. magierka от венг. magyar) — старинный русский, венгерский, белорусский и польский головной убор, валяная белая шапка (еломок, шеломок, тулейка), тулья без полей.

## История
В Толковом словаре живого великорусского языка Владимира Даля описано что Маге́рка (ж., зап.) валеная белая шапка, тулья без полей; еломо́к,, также Ва́ленка (ж., смл.) маге́рка (витб.) валеная белая шапочка белорусов, с загнутыми краями, в роде шляпной тульи, а шляповал, или кто валяет магерки, или вообще кошмы, войлоки; шерстобит — шаповал.
Магерку делали из бархата или сукна и прикалывали к ней перо. В XVII веке магерка была головным убором знатных людей, но позднее её стал носить и простой народ, заменив бархат или сукно на войлок.
Носили этот головной убор и на территории Белоруссии в Российской империи, в Белоруссии крестьяне называли этот головной убор «мавгеркой» или «маргелка».
В XVI и XVII веках во времена Стефана Батория получила широкое распространение в Польше, как основной зимний головной убор для военнослужащих. Магерка часто использовалась польскими крылатыми гусарами.
Магеркой, также в старину на Руси, называли банный черпак и шайку.

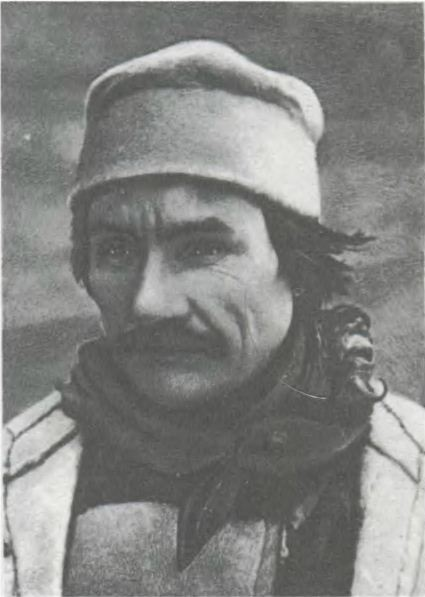
Селянин в магерке. Вёска, Заходы Шкловский уезд, Могилёвская губерния начало XX столетия.
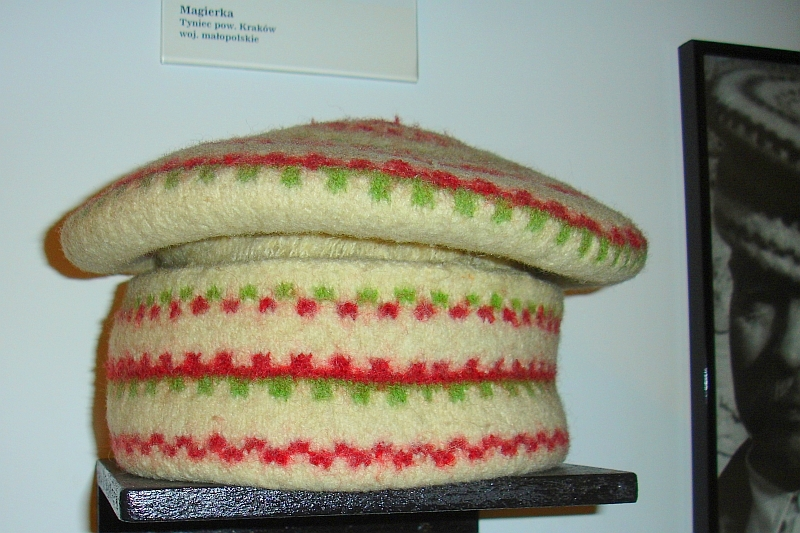
Шерстяная магерка (венгерка).